# Miquel Nigorra Oliver
Miquel Nigorra Oliver (Santanyí) és un empresari i banquer mallorquí. És impulsor de les entitats gonellistes Círculo Balear i Fundació Jaume III. Ha publicat el llibre Medio siglo de artículos, entrevistas y otros textos : 1958-2008. Ed Coc 33. Palma, 2008. ISBN 9788495753144. Es casà el 1966 amb Corona Cobián Otero i és habitual de l'alta societat balear.
Des de 1970 presideix el Banc de Crèdit Balear, del qual ja n'era conseller i gestor des de principis dels anys 50. El 2008 tenia un 7,7% de les accions del banc. Com a gran propietari de terrenys a Santa Ponça, controlà el desenvolupament turístic d'aquesta àrea de Calvià i n'és el president del club de golf.